# NGC 4314
NGC 4314 ist eine Balken-Spiralgalaxie vom Hubble-Typ SBa im Sternbild Haar der Berenike am Nordsternhimmel. Sie ist schätzungsweise 43 Millionen Lichtjahre von der Milchstraße entfernt und hat einen Durchmesser von etwa 55.000 Lichtjahren. Gemeinsam mit 18 weiteren Galaxien bildet sie die NGC 4274-Gruppe (LGG 279).

Im Inneren der Galaxie besteht ein Ring von etwa 1000 Lichtjahren Radius aus sehr jungen, etwa 5 Millionen Jahre alten Sternen. Zu erkennen an der blauen Farbe auf dem Bild von Hubble. Das ist eher ungewöhnlich, da die Sternentstehungsgebiete sich normalerweise in den Spiralarmen befinden. 

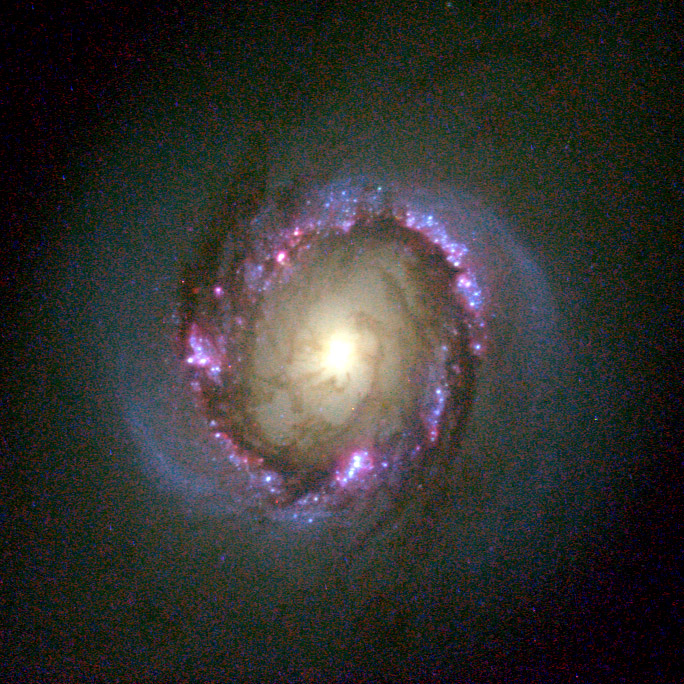
Der Kernbereich von NGC 4314 aufgenommen vom Hubble-Weltraumteleskop

Das Objekt wurde am 13. März 1785 vom deutsch-britischen Astronomen Wilhelm Herschel entdeckt.